# Anomala edentula
Anomala edentula är en skalbaggsart som beskrevs av Ohaus 1925. Anomala edentula ingår i släktet Anomala och familjen Rutelidae.

## Underarter
Arten delas in i följande underarter:
- A. e. amamiana
- A. e. yaeyamana
- A. e. okinawana